# Bandar Silou
Bandar Silou is een bestuurslaag in het regentschap Simalungun van de provincie Noord-Sumatra, Indonesië. Bandar Silou telt 2214 inwoners (volkstelling 2010).